# Primaire preventie
Primaire preventie is in de geneeskunde de naam van maatregelen die ten doel hebben een eerste ziekte-episode te voorkomen, waarbij dus in principe gezonde mensen, vaak zelfs zonder klachten, worden behandeld. Een voorbeeld is de behandeling van hoge bloeddruk of een hoog cholesterol, om het later optreden van onder andere hartinfarct en beroerte te voorkomen. Zowel opsporing van mensen met deze risicofactoren als motivatie van de opgespoorde risicopatiënten om er wat aan te doen (bijvoorbeeld dmv dieet, afvallen, bewegen, geneesmiddelen) kan lastig zijn. 
Zie ook secundaire preventie